# Щ-212
«Щ-212» — советская дизель-электрическая торпедная подводная лодка времён Второй мировой войны, принадлежит к серии X проекта Щ — «Щука».

## История корабля
Лодка была заложена 18 ноября 1934 года на заводе № 200 «имени 61 коммунара» в Николаеве, заводской номер 1036, спущена на воду 28 декабря 1936 года, 31 октября 1938 года вступила в строй и вошла в состав Черноморского флота.

### Служба
На 22 июня 1941 года Щ-212 входила в 4-й дивизион 1-й бригады подводных лодок, базировавшийся в Севастополе, проходила текущий ремонт.
За годы войны лодка совершила шесть боевых походов, в которых провела 86 суток, и три транспортных рейса в осаждённый Севастополь, из которых только два были успешными. В октябре 1941 года ложась на дно подорвалась на мине типа UMA, смогла вернуться на базу. За время войны Щ-212 не выпустила ни одной боевой торпеды.
12 декабря 1942 года Щ-212 ушла в боевой поход в район гирла Дуная, из которого не вернулась. Долгое время считалось, что Щ-212 была потоплена авиацией противника в районе Синопа.

### Обнаружение
В 1976 году обнаруженный на дне к юго-западу от острова Фидониси в точке с координатами 45°10′09″ с. ш. 30°08′07″ в. д. остов «Щуки» серии X с оторванным носом опознали как Щ-212, так как в том районе других погибших лодок этой серии не было. Щ-212 лежит на дне с креном на правый борт около 30°. Оторванная носовая часть длиной около 18 метров лежит слева от остального корпуса. Лодка признана погибшей на румынском минном заграждении, состоявшем из тяжёлых мин типа EMC.
В 2006 году на борту Щ-212 была установлена памятная табличка с именами всех погибших членов экипажа, над лодкой прошла поминальная служба. Снятые в 1976 году оба 45-мм орудия лодки установлены в экспозиции Севастопольской диорамы Штурм Сапун-Горы как символ мужества и боевого подвига черноморских подводников в годы Великой Отечественной войны.

## Командиры
- март 1938 — октябрь 1939 Иосиф Семёнович Израйле́вич
- октябрь 1939 — осень 1942 Ибрагим Касьянович Бурнашев
- осень 1942 — Григорий Аронович Кукуй
- декабрь 1942 — Г. Ю. Кузьмин